# أوغدن كرين
أوغدن كرين (بالإنجليزية: Ogden Crane)‏ هو ممثل أمريكي، ولد في 1 سبتمبر 1873 في بروكلين في الولايات المتحدة، وتوفي في 14 مايو 1940.

## وصلات خارجية
- أوغدن كرين على موقع IMDb (الإنجليزية)
- أوغدن كرين على موقع قاعدة بيانات برودواي على الإنترنت (الإنجليزية)